# Cúp Algarve 2015
Cúp Algarve 2015 (tiếng Anh: Algarve Cup 2015), giải bóng đá giao hữu thường niên diễn ra tại Algarve, Bồ Đào Nha từ 4 đến 11 tháng 3 năm 2015. Hoa Kỳ là đội tuyển vô địch của giải.

## Thể thức
Tại vòng bảng, 12 đội được chia làm ba bảng. Hai đội nhất bảng có thành tích tốt nhất lọt vào chung kết.
- Giờ thi đấu là WET (UTC±0).

## Vòng bảng

### Bảng A
| Đội        | Tr | T | H | B | BT | BB | HS | Đ |
| ---------- | -- | - | - | - | -- | -- | -- | - |
| Thụy Điển  | 3  | 2 | 0 | 1 | 7  | 4  | +3 | 6 |
| Đức        | 3  | 2 | 0 | 1 | 7  | 5  | +2 | 6 |
| Brasil     | 3  | 1 | 1 | 1 | 3  | 3  | 0  | 4 |
| Trung Quốc | 3  | 0 | 1 | 2 | 0  | 5  | −5 | 1 |

| Brasil | 0–0     | Trung Quốc |
| ------ | ------- | ---------- |
|        | Báo cáo |            |

| Đức                      | 2–4     | Thụy Điển                           |
| ------------------------ | ------- | ----------------------------------- |
| Marozsán 2' · Laudehr 3' | Báo cáo | Seger 30', 71' · Jakobsson 54', 84' |

| Đức                   | 2–0     | Trung Quốc |
| --------------------- | ------- | ---------- |
| Mittag 40' · Popp 76' | Báo cáo |            |

| Thụy Điển | 0–2     | Brasil                           |
| --------- | ------- | -------------------------------- |
|           | Báo cáo | Marta 20' · Andressa 68' (ph.đ.) |

| Brasil    | 1–3     | Đức                                 |
| --------- | ------- | ----------------------------------- |
| Bruna 47' | Báo cáo | Popp 39' · Šašić 49' · Marozsán 56' |

| Thụy Điển                                        | 3–0     | Trung Quốc |
| ------------------------------------------------ | ------- | ---------- |
| Asllani 4' · Schelin 33' (ph.đ.) · Jakobsson 40' | Báo cáo |            |

### Bảng B
| Đội     | Tr | T | H | B | BT | BB | HS | Đ |
| ------- | -- | - | - | - | -- | -- | -- | - |
| Hoa Kỳ  | 3  | 2 | 1 | 0 | 5  | 1  | +4 | 7 |
| Na Uy   | 3  | 1 | 1 | 1 | 4  | 4  | 0  | 4 |
| Thụy Sĩ | 3  | 1 | 1 | 1 | 4  | 5  | −1 | 4 |
| Iceland | 3  | 0 | 1 | 2 | 0  | 3  | −3 | 1 |

| Thụy Sĩ                     | 2–0     | Iceland |
| --------------------------- | ------- | ------- |
| Dickenmann 57' (ph.đ.), 66' | Báo cáo |         |

| Na Uy         | 1–2     | Hoa Kỳ         |
| ------------- | ------- | -------------- |
| Hegerberg 43' | Báo cáo | Lloyd 56', 62' |

| Hoa Kỳ                                   | 3–0     | Thụy Sĩ |
| ---------------------------------------- | ------- | ------- |
| Morgan 55' · Rodriguez 72' · Wambach 81' | Báo cáo |         |

| Na Uy    | 1–0     | Iceland |
| -------- | ------- | ------- |
| Haavi 9' | Báo cáo |         |

| Hoa Kỳ | 0–0     | Iceland |
| ------ | ------- | ------- |
|        | Báo cáo |         |

| Na Uy                       | 2–2     | Thụy Sĩ              |
| --------------------------- | ------- | -------------------- |
| Rønning 51' · Herlovsen 84' | Báo cáo | Kiwic 61' · Humm 62' |

### Bảng C
| Đội        | Tr | T | H | B | BT | BB | HS | Đ |
| ---------- | -- | - | - | - | -- | -- | -- | - |
| Pháp       | 3  | 3 | 0 | 0 | 8  | 2  | +6 | 9 |
| Đan Mạch   | 3  | 1 | 1 | 1 | 5  | 7  | −2 | 4 |
| Nhật Bản   | 3  | 1 | 0 | 2 | 5  | 5  | 0  | 3 |
| Bồ Đào Nha | 3  | 0 | 1 | 2 | 2  | 6  | −4 | 1 |

| Nhật Bản | 1–2     | Đan Mạch                      |
| -------- | ------- | ----------------------------- |
| Ando 17' | Báo cáo | S. Nielsen 2' · Rasmussen 58' |

| Bồ Đào Nha | 0–1     | Pháp          |
| ---------- | ------- | ------------- |
|            | Báo cáo | Le Sommer 64' |

| Nhật Bản                                   | 3–0     | Bồ Đào Nha |
| ------------------------------------------ | ------- | ---------- |
| Kawamura 36' · Yokoyama 54' · Sugasawa 79' | Báo cáo |            |

| Pháp                                             | 4–1     | Đan Mạch       |
| ------------------------------------------------ | ------- | -------------- |
| Le Sommer 2' · Abily 6' · Dali 13' · Lavogez 43' | Báo cáo | S. Nielsen 76' |

| Nhật Bản     | 1–3     | Pháp                                    |
| ------------ | ------- | --------------------------------------- |
| Kawasumi 43' | Báo cáo | Thiney 52' (ph.đ.), 85' · Le Sommer 70' |

| Bồ Đào Nha                   | 2–2     | Đan Mạch                  |
| ---------------------------- | ------- | ------------------------- |
| Silva 77' (ph.đ.) · Neto 87' | Báo cáo | S. Nielsen 54' · Rask 71' |

### Xếp hạng các đội
Thứ hạng các đội nhất, nhì, ba, và tư của mỗi bảng:
| VT | Bg | Đội       | ST | T | H | B | BT | BB | HS | Đ | Giành quyền tham dự |
| -- | -- | --------- | -- | - | - | - | -- | -- | -- | - | ------------------- |
| 1  | C  | Pháp      | 3  | 3 | 0 | 0 | 8  | 2  | +6 | 9 | Chung kết           |
| 2  | B  | Hoa Kỳ    | 3  | 2 | 1 | 0 | 5  | 1  | +4 | 7 | Chung kết           |
| 3  | A  | Thụy Điển | 3  | 2 | 0 | 1 | 7  | 4  | +3 | 6 | Tranh hạng ba       |

| VT | Bg | Đội      | ST | T | H | B | BT | BB | HS | Đ | Giành quyền tham dự |
| -- | -- | -------- | -- | - | - | - | -- | -- | -- | - | ------------------- |
| 1  | A  | Đức      | 3  | 2 | 0 | 1 | 7  | 5  | +2 | 6 | Tranh hạng ba       |
| 2  | B  | Na Uy    | 3  | 1 | 1 | 1 | 4  | 4  | 0  | 4 | Tranh hạng năm      |
| 3  | C  | Đan Mạch | 3  | 1 | 1 | 1 | 5  | 7  | −2 | 4 | Tranh hạng năm      |

| VT | Bg | Đội      | ST | T | H | B | BT | BB | HS | Đ | Giành quyền tham dự |
| -- | -- | -------- | -- | - | - | - | -- | -- | -- | - | ------------------- |
| 1  | A  | Brasil   | 3  | 1 | 1 | 1 | 3  | 3  | 0  | 4 | Tranh hạng bảy      |
| 2  | B  | Thụy Sĩ  | 3  | 1 | 1 | 1 | 4  | 5  | −1 | 4 | Tranh hạng bảy      |
| 3  | C  | Nhật Bản | 3  | 1 | 0 | 2 | 5  | 5  | 0  | 3 | Tranh hạng 9        |

| VT | Bg | Đội        | ST | T | H | B | BT | BB | HS | Đ | Giành quyền tham dự |
| -- | -- | ---------- | -- | - | - | - | -- | -- | -- | - | ------------------- |
| 1  | B  | Iceland    | 3  | 0 | 1 | 2 | 0  | 3  | −3 | 1 | Tranh hạng 9        |
| 2  | C  | Bồ Đào Nha | 3  | 0 | 1 | 2 | 2  | 6  | −4 | 1 | Tranh hạng 11       |
| 3  | A  | Trung Quốc | 3  | 0 | 1 | 2 | 0  | 5  | −5 | 1 | Tranh hạng 11       |

## Vòng phân hạng

### Tranh hạng 11
| Bồ Đào Nha                                   | 3–3     | Trung Quốc                                        |
| -------------------------------------------- | ------- | ------------------------------------------------- |
| Rodrigues 29' · Luís 38' · Silva 89' (ph.đ.) | Báo cáo | Hứa Yến Lộ 3' · Vương San San 27' · Cổ Nhã Sa 69' |
| Loạt sút luân lưu                            |         |                                                   |
|                                              | 8–7     |                                                   |

### Tranh hạng 9
| Nhật Bản        | 2–0     | Iceland |
| --------------- | ------- | ------- |
| Miyama 47', 59' | Báo cáo |         |

### Tranh hạng bảy
| Brasil                                  | 4–1     | Thụy Sĩ   |
| --------------------------------------- | ------- | --------- |
| Marta 30', 77' · Bia 37' · Andressa 82' | Báo cáo | Wälti 45' |

### Tranh hạng năm
| Na Uy                                              | 5–2     | Đan Mạch        |
| -------------------------------------------------- | ------- | --------------- |
| Gulbrandsen 7', 34', 44' · Wold 65' · Bjånesøy 71' | Báo cáo | Harder 60', 73' |

### Tranh hạng ba
| Thụy Điển     | 1–2     | Đức                  |
| ------------- | ------- | -------------------- |
| Jakobsson 64' | Báo cáo | Mittag 3' · Popp 52' |

### Chung kết
| Pháp | 0–2     | Hoa Kỳ                  |
| ---- | ------- | ----------------------- |
|      | Báo cáo | Johnston 7' · Press 41' |